# Trung tâm thành phố

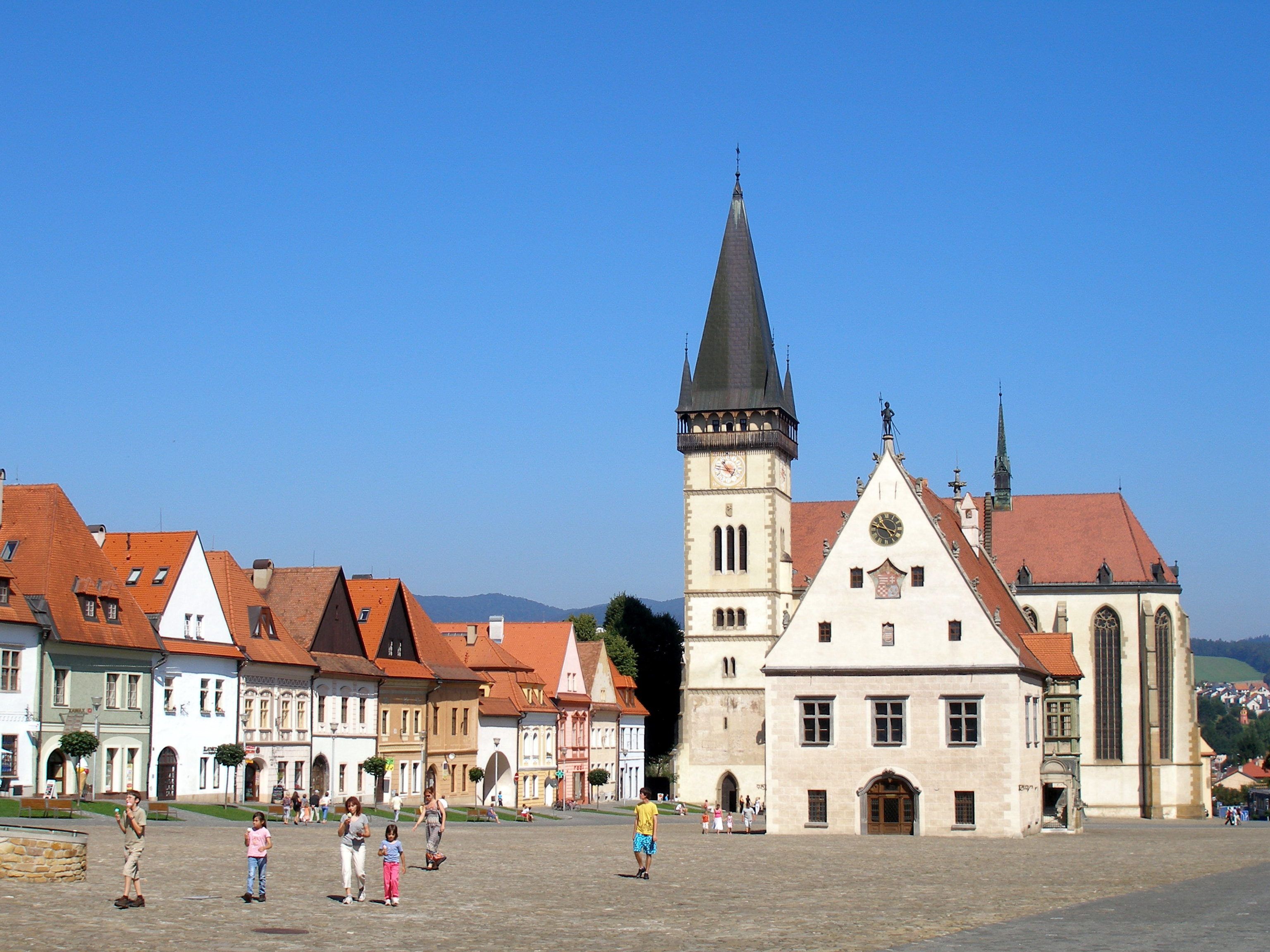
Khu trung tâm Bardejov ở Slovakia được công nhận là Di sản thế giới của UNESCO

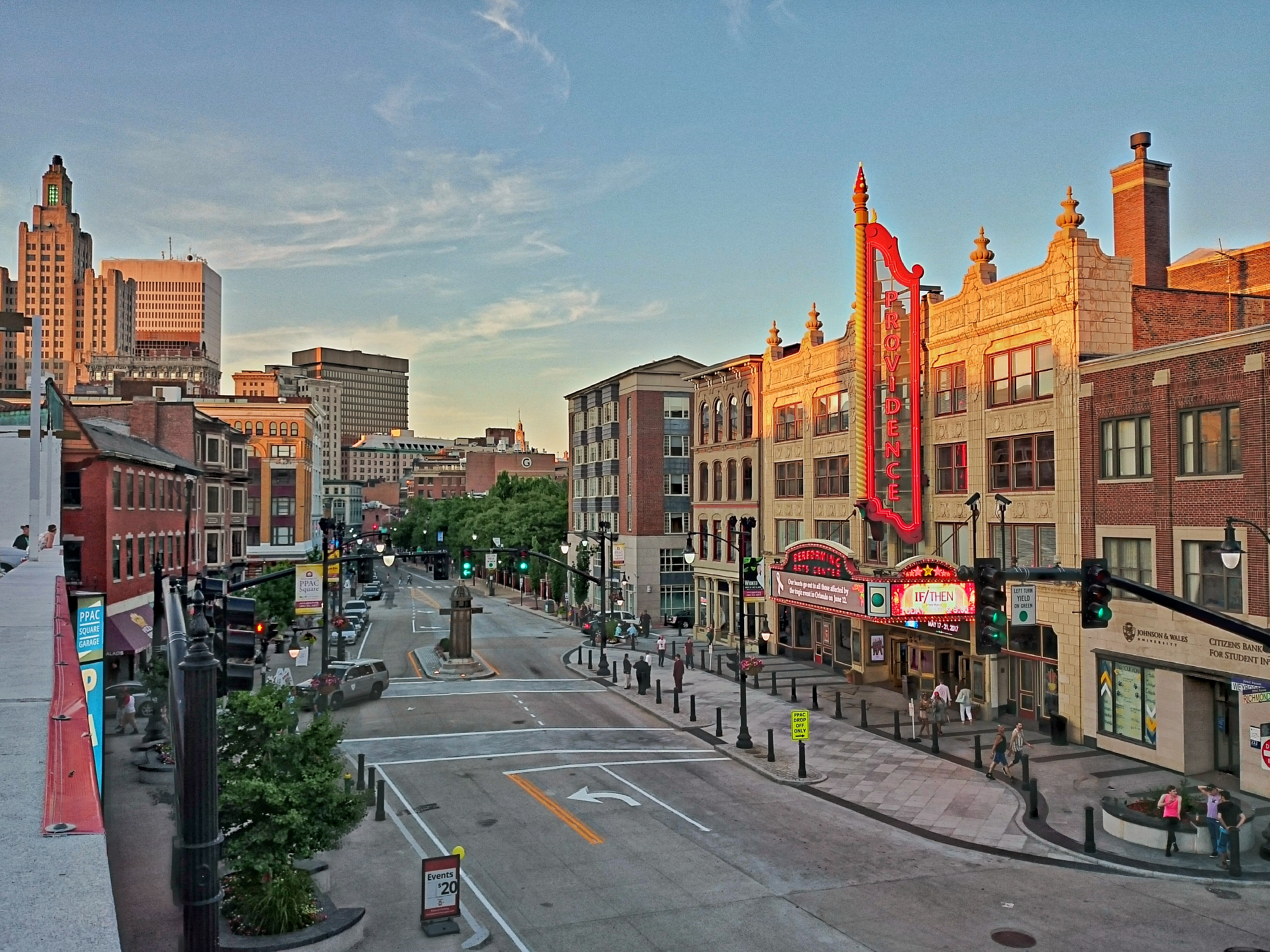
Downcity Providence ở Mỹ

Trung tâm thành phố (tiếng Anh: city centre) là vùng lõi của một thành phố chứa đựng các yếu tố của một vị trí vai trò trung tâm. Đây là nơi hội tụ của trung tâm kinh tế, thương mại, trung tâm tài chính, trung tâm văn hóa, du lịch và thường là tâm điểm lịch sử, chính trị và địa lý (sở hữu vị trí đắc địa, ở trung tâm, xét về khía cạnh bất động sản) của một đô thị. Thuật ngữ "trung tâm thành phố" chủ yếu được sử dụng trong tiếng Anh Anh và các thuật ngữ tương cận trong các thứ tiếng khác, chẳng hạn như "Centre-ville" trong tiếng Pháp, Stadtzentrum trong tiếng Đức. Tại Hoa Kỳ, thuật ngữ "quận nội thành" hay khu trung tâm (downtown) thường được sử dụng, mặc dù một số thành phố như Philadelphia lại sử dụng thuật ngữ "Thành phố trung tâm" (center city), trong khi các thành phố khác như Portland vẫn sử dụng thuật ngữ "Trung tâm thành phố" (city center).
Khu trung tâm (Downtown) là một thuật ngữ chủ yếu được sử dụng ở Bắc Mỹ trong cộng đồng những người nói tiếng Anh để chỉ về trung tâm thương mại, văn hóa và thường là trung tâm lịch sử, chính trị và địa lý của một thành phố. Nó thường đồng nghĩa với khu thương mại trung tâm hay Quận kinh doanh trung tâm (CBD). Các trung tâm thành phố thường có tỷ lệ người lao động phổ thông ít, chủ yếu là lao động bậc cao. Ở một số khu vực đô thị, khu trung tâm được đánh dấu bằng một cụm các tòa nhà cao tầng, các tổ chức thiết chế văn hóa và sự hội tụ, nút trung giao của các tuyến đường sắt và xe buýt. Việc xác định một trung tâm Thành phố theo thông lệ có 03 cách gồm là nơi đặt Bưu điện của Thành phố, nơi tọa lạc của Nhà thờ chính tòa của Thành phố và nơi tọa lạc trụ sở Tòa thị chính của Thành phố, Quận 1 là một ví dụ điển hình. Ngày nay, ở nhiều nước có hạ tầng hoàn thiện cùng sự xuất hiện của những đại đô thị đang khiến khái niệm trung tâm thành phố ngày càng mở rộng. Dòng chảy di cư tới các "trung tâm mới" đang ngày một rõ nét khi điều nhiều người quan tâm hiện tại là nơi có không gian sống trong lành, tiện ích đầy đủ và cộng đồng văn minh.